# Corendon Dutch Airlines
Corendon Dutch Airlines — голландська чартерна авіакомпанія зі штаб-квартирою у Лейндені, Гарлемермер, Нідерланди. Це сестринська компанія турецької авіакомпанії Corendon Airlines та мальтійської Corendon Airlines Europe.

## Дистанції

### Америка
Бразилія
- Натал — Натал (аеропорт) (із зупинкою у Тенерифе-Південний)

### Африка
Єгипет
- Хургада — Хургада (аеропорт)

Гамбія
- Банжул — Банжул (аеропорт)

### Європа
Болгарія
- Бургас — Бургас (аеропорт)

Північний Кіпр
- Північна Нікосія — Ерджан (аеропорт)

Греція
- Іракліон — Іракліон (аеропорт)
- Кос — Кос (аеропорт)
- Родос — Родос (аеропорт)
- Мітилена — Мітилена (аеропорт)

Північна Македонія
- Охрид — Охрид (аеропорт)

Нідерланди
- Амстердам — Амстердам (аеропорт)
- Маастрихт — Маастрихт (аеропорт)

Португалія
- Фару — Фару (аеропорт)
- Мадейра — Мадейра (аеропорт)

Іспанія
- Фуертевентура — Фуертевентура (аеропорт)
- Гран-Канарія — Гран-Канарія (аеропорт)
- Лансароте — Лансароте (аеропорт)
- Тенерифе — Тенерифе-Південний (аеропорт)
- Ібіца — Ібіца (аеропорт)
- Пальма-де-Мальорка — Пальма-де-Мальорка (аеропорт)
- Малага — Малага (аеропорт)

Туреччина
- Анталія — Анталія (аеропорт)
- Бодрум — Бодрум (аеропорт)
- Даламан — Даламан (аеропорт)
- Ізмір — Ізмір (аеропорт)

## Флот

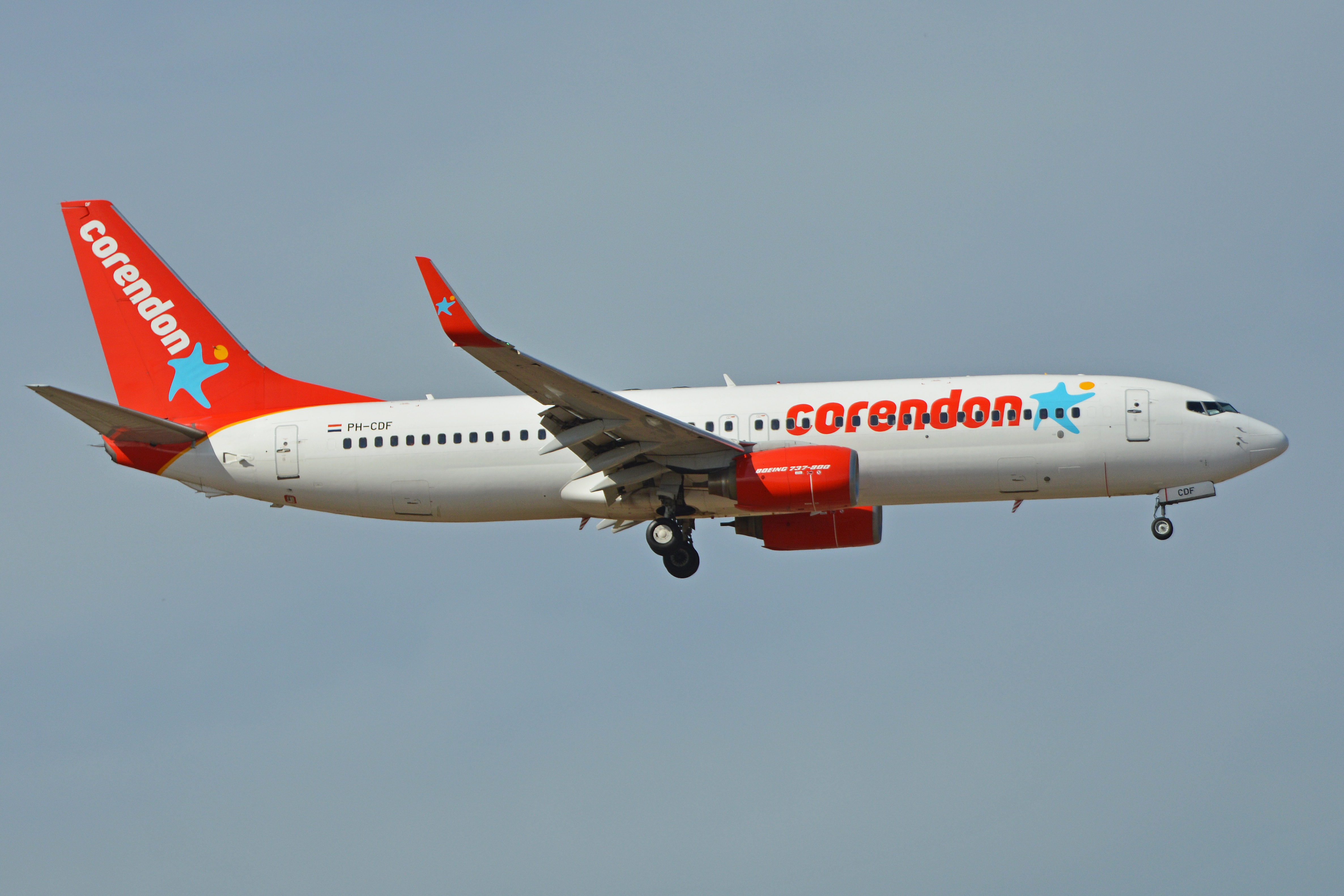
Corendon Dutch Airlines Boeing 737-800

Флот на грудень 2019:
| Тип              | В дії | Замовлено | Пасажирів | Примітки |
| ---------------- | ----- | --------- | --------- | -------- |
| Boeing 737—800   | 4     | —         | 189       |          |
| Boeing 737 MAX 9 | —     | 2         | 213       |          |
| Разом            | 4     | 2         |           |          |